# 欧文·理查森
欧文·威兰斯·瑞查森爵士，FRS（英語：Sir Owen Willans Richardson，1879年4月26日—1959年2月15日），英国物理学家，他在熱離子學發射領域做出重大貢獻，特別是發現了瑞查森定律 (英語：Richardson's law) ，因而榮獲1928年度的诺贝尔物理学奖（1929年頒發）。

## 生平
1879年4月26日 ，瑞查森出生於英國約克郡的，是  和  夫妻所生的唯一的兒子。幼年時就讀於  。畢業後，獲准進入劍橋大學的三一學院。於1900 年，拿到學士學位，並且得到自然科學第一級榮譽
。瑞查森在卡文迪許實驗室找到一份工作，開始研究熱物體的電子發射現象。1902 年，遴選為三一學院的院士。從 1906 到 1913 ，在普林斯頓大學任職物理教授。於1914 年，他回到英國，成為倫敦國王學院的惠斯登物理教授。稍後，晉升為研究主任。 1944 年，瑞查森功成名就，開始退休生涯。
1906 年，瑞查森與  共締良緣，生育兩男一女。  是瑞查森在卡文迪許實驗室的同事哈樂德·威爾森 () 的妹妹。瑞查森自己的妹妹嫁給了美國物理學家柯林頓·戴維森，是瑞查森在普林斯頓的博士學生，也是 1937 年諾貝爾物理獎得主。瑞查森不幸於 1945 年喪偶。後來，他又娶了物理學家  。1959 年，瑞查森卒於漢普郡， 。

## 學術成就
於 1901 年，瑞查森證實，從受熱金屬線放射出來的電子，其電流量與金屬線的溫度成指數關係。這關係的數學形式類似阿瑞尼斯方程式。後來，這關係被稱為瑞查森定律：假若負射線是由金屬放射出來的粒子所構成的，則飽和電流應遵守方程式
{\displaystyle s=A\,T^{1/2}\,e^{-W/kT}\,\!} ；
其中，{\displaystyle s\,\!} 是飽和電流，{\displaystyle A\,\!} 是與金屬線有關的瑞查森常數，{\displaystyle T\,\!} 是金屬線的絕對溫度，{\displaystyle W\,\!} 是金屬線的功函數，{\displaystyle k\,\!} 是波茲曼常數。
瑞查森在光電效應、迴轉磁效應 (gyromagnetic effect) 、化學反應的電子發射、軟 x-射線、氫元素發射光譜等等物理領域貢獻良多。

## 榮譽
1913年，瑞查森被選為皇家學會的院士。1920年，獲休斯奖章。因為他在熱離子現象的貢獻和發現因他命名的定律，瑞查森榮獲1928年度的諾貝爾物理學獎（1929年頒發）。1939年，英國王室頒授與他爵士頭銜。